# Ronnie Kroell
Ronnie Kroell (1 de febrer de 1983) és un model, actor i cantant estatunidenc conegut per les seves aparicions a la primera temporada del programa de televisió de realitat Make Me a Supermodel del canal Bravo.

## Biografia
Kroell va néixer a Chicago (Illinois) i va estudiar a la Niles North High School, a Skokie.
Kroell va aparèixer a la primera temporada de Make Me a Supermodel de Bravo. Al programa, Ronnie va entrar en un bromance amb el també concursant Ben DiChiara, que va ser anomenat "Bronnie". Kroell va guanyar el títol de favorit pels fans malgrat haver quedat segon darrere Holly Kiser.
El juny de 2010, Kroell va aparèixer a la portada de la revista Playgirl juntament amb fotografies provocadores fetes pel fotògraf Lope Navo. Kroell va coprotagonitzar el quart lliurement de la sèrie popular Eating Out de Q. Allan Brocka.
Després de les eleccions presidencials dels Estats Units de 2016, Kroell va anunciar la formació d'un comitè exploratori per a decidir si es presentava a les eleccions presidencials dels Estats Units de 2020.
Kroell és obertament gai.